# 시청역 (광주)
시청역(City Hall Station, 市廳驛)은 2026년 12월에 개통될 광주 도시철도 2호선의 철도역이다.